# R407C
Le R407C est un mélange zéotropique (≠ azéotrope) de R134a (52 %), de R125 (25 %) et de R32 (23 %). Ces trois gaz ont des températures d'évaporation et de condensation différentes. De ce fait on observe un phénomène de glissement de température d'environ 5 °C.
Propriétés :
- gazeux dans les conditions atmosphériques
- incolore
- ininflammable

## Applications industrielles
- Le R407C est principalement utilisé comme fluide frigorigène pour des applications de froid positif (au-dessus de 0 °C), comme les groupes d'eau glacée.
- On trouve le R407C dans l'industrie pour du froid de process, mais aussi pour la climatisation. Il est plus ou moins devenu le remplaçant du R22. Prochainement, et pour diverses raisons, le R407C sera cantonné à l'industrie tandis que le R410A, plus simple d'utilisation notamment pour la maintenance, sera utilisé aussi bien dans le domaine de la climatisation que de l'industrie.

## Propriétés physiques (ASHRAE 2005)
- Masse molaire : 86,204 g/mol
- Température critique : 86,2 °C (186,8612 °F)
- Pression critique : 46,2 bar (671,5 psi)
- Le R407C se trouve dans le classe A1 du groupe de sécurité.

## Toxicité du R407C
Ce fluide n’a pas d’impact sur la couche d’ozone car il s’agit d’un hydrofluorocarbone : on parle donc du HFC R407C. Ce fluide, moins toxique que le R22[Interprétation personnelle ?], permet d’effectuer la maintenance des PAC ou climatiseurs R407C sur place.
Toutefois, même s’il est inférieur au fluide R410A, l’impact du R407C sur l’effet de serre reste très important. L’impact potentiel des gaz sur le réchauffement climatique se mesure grâce à l’indice GWP : Global Warming Potential. Cet indice mesure l’impact du gaz dans l’atmosphère en comparaison du CO2, GWP 1, pendant une période de 100 ans (ce qui correspond au temps nécessaire à l’élimination du CO2). Le GWP du R407C est de 1 774 tandis que R410A a un GWP de 2 087,5.
Comme tous les fluides présentant un danger pour l’environnement, il est possible de se référer à la FDS (fiche de données de sécurité) du R407C qui détaille les dangers, les mesures de prévention pouvant être mises en œuvre ainsi que les équipements de protection individuels nécessaires à toute manipulation.

### Autres fluides
Le R407C est un mélange de différents fluides : R32 (23 %), R125 (25 %), R134a (52 %). Voici d'autres fluides ayant les mêmes composants mais dans des proportions différentes.
Le fluide R407C, a été mis en vente avant le R410A. Il était alors urgent de trouver un remplaçant au fluide R22 extrêmement dommageable pour la couche d'ozone et jusqu’alors majoritairement utilisé pour les applications de froid. Ainsi le R407C est un peu moins performant que le R410A :
- la composition du gaz réfrigérant R407C à partir de 3 fluides rend instable le cycle évaporation/condensation et peut occasionner une perte de rendement d’environ 10 % ;
- la capacité de compression du R407C est également inférieure au R410A, rendant le fonctionnement d’une pompe à chaleur (PAC) moins performante en cas de température extérieure froide.